# Scott Lobdell
Scott Lobdell (24 agosto 1963) è un fumettista statunitense, noto soprattutto per il suo lavoro presso la Marvel Comics su serie dedicate al mondo degli X-Men, tra cui Generation X, creata insieme al disegnatore Chris Bachalo. Per la Marvel ha inoltre scritto diversi cicli di Alpha Flight, I Fantastici Quattro e Le avventure di Ciclope e Fenice. Per la DC Comics ha invece scritto diverse testate del mondo di Superman durante il rilancio The New 52, tra cui: Superman, Action Comics, Superboy, Supergirl e altre come I Giovani Titani e Cappuccio Rosso e i Fuorilegge, della quale scrive anche l'attuale reincarnazione del rilancio DC Rebirth.